# Gustow
Gustow es un municipio situado en el distrito de Pomerania Occidental-Rügen, en el estado federado de Mecklemburgo-Pomerania Occidental (Alemania), a una altitud de 15 metros. Su población a finales de 2016 era de 600 habs. y su densidad poblacional, 20 hab/km².
Se encuentra al sur de la isla de Rügen, junto al estrecho de Strelasund.